# Julius Schneider (Widerstandskämpfer)
Julius Schneider (* 11. August 1908 in Schnappach; † 12. Oktober 1988 in Sulzbach) war ein deutscher Widerstandskämpfer gegen den Nationalsozialismus.

## Leben

### Kindheit und Jugend
Julius Schneider wurde 1908 in Schnappach geboren und zog mit seiner Familie in jungen Jahren nach Sulzbach und 1921 nach Hühnerfeld. Nach seiner Schulentlassung arbeitete er als Bergmann und dem Vorbild seines Vaters Ludwig Schneider, einem „Pionier der saarländischen Arbeiterbewegung“, folgend, begann er sich in verschiedenen Organisationen einzubringen. 1922 wurde er Mitbegründer der Kommunistischen Jugend in Sulzbach, schied jedoch nach wenigen Monaten aus. Ende 1923 wurde er stattdessen Mitglied der Sozialistischen Arbeiter-Jugend (SAJ), wo er 1924 Vorsitzender und 1928 Vertreter der SAJ im Vorstand der SPD Saargebiet wurde.

### Saarabstimmung
Im Vorfeld der Saarabstimmung engagierte sich Schneider im Sozialistischen Schutzbund (SSB) und organisierte zusammen mit Richard Kirn den ersten Aufmarsch der Einheitsfront am 26. August 1934 in Sulzbach.

### Zeit des Nationalsozialismus
Nach der Wiederangliederung des Saargebiets an das nationalsozialistische Deutschland blieb er im Saarland. Auf Grund der neuen politischen Verhältnisse verlor er seine Anstellung und schlug sich als Bauhilfsarbeiter durch. Zusammen mit Fritz Schneider, Rudolf Stark und Max Marzlin gründete er eine illegale sozialdemokratische Gruppe, die mit Unterstützung der Forbacher Gruppe um Richard Kirn über die grüne Grenze Flugblätter einschmuggelten. Im November 1936 wurde Schneider jedoch an der Grenze von einem SA-Mitglied aufgegriffen und musste Deutschland fluchtartig verlassen. Im Exil unterstützten ihn Max Braun und Kirn.

### Spanischer Bürgerkrieg
Schneider blieb nicht im französischen Exil, sondern schloss sich den Internationalen Brigaden an. Dort kämpfte er im Tschapajew-Bataillon unter dem Kommando des saarländischen Journalisten Claus Becker. Er überlebte die Schlacht von Teruel und kämpfte an weiteren Kriegsschauplätzen in Málaga, in der Sierra Nevada und bei Brunete. In seiner Einheit hatte er den Rang eines Politischen Kommissars. Im Sommer 1937 ging er zum 11. Bataillon und besuchte die Offiziersschule in Albacete. An der Ebroschlacht nahm er mit dem Hans-Beimler-Bataillon teil.

### Frankreich
Nach dem Ende des Spanischen Bürgerkriegs schlug er sich nach Frankreich durch und engagierte sich in Max Brauns Landesgruppe deutscher Sozialdemokraten. Am 4. März 1939 verlor er seinen Status als Deutscher und wurde staatenlos. Im September 1939 wurde er dennoch von den französischen Behörden als Deutscher festgenommen und ging durch mehrere französische Gefangenenlager. Aus dem Château St. Nicolas in Nîmes gelang ihm jedoch die Flucht. 1940 wurde er jedoch wieder festgenommen und zum Arbeitseinsatz in Südfrankreich verpflichtet. Von dort gelang ihm jedoch wiederum die Flucht, bevor die Gestapo Zugriff auf ihn nehmen konnte.
Nach der Besetzung Frankreichs durch deutsche Truppen schloss er sich der Résistance an und bekleidete dort den Rang eines Hauptmanns. Er übernahm das Kommando über das gesamte Département Alpes-de-Haute-Provence. Als Abschnittsleiter der Forces françaises de l’intérieur organisierte er 1944 die Befreiung Frankreichs in diesem Département. Kurz vor dem Ende des NS-Regimes übernahm er eine leitende Funktion im Comité „Allemagne libre“ pour l’Ouest (CALPO).

### Nachkriegsjahre
Im Juli 1945 kehrte er nach Sulzbach zurück, wo er sich der Kommunistischen Partei Deutschlands (KPD) anschloss. Für die KPD war er 1948 Abgeordneter im Saarbrücker Kreistag und kandidierte 1952 erfolglos für den Saarländischen Landtag. Von 1955 bis 1970 war er Geschäftsführer der Gesellschaft für Deutsch-Sowjetische Freundschaft.
Am 10. November 1988 sollte ihm der Saarländische Verdienstorden verliehen werden. Der nach einem Schlaganfall 1986 schwerbehinderte Schneider verstarb jedoch am 12. Oktober 1988.